# Plumeria filifolia
Plumeria filifolia är en oleanderväxtart som beskrevs av August Heinrich Rudolf Grisebach. Plumeria filifolia ingår i släktet Plumeria och familjen oleanderväxter. Inga underarter finns listade i Catalogue of Life.